# Sonata de primavera (ópera)
Sonata de primavera es una ópera basada en el drama homónimo de Ramón María del Valle-Inclán adaptado por Alejandro Fontenla y puesto en metro músico por Jorge Fontenla.

## Acción
La acción transcurre durante la Semana Santa, en Ligura, cuando todavía era una ciudad pontificia, a mediados del siglo XIX. La acción transcurre desde dos enfoques diferentes cuando la misma persona se desdobla en dos personajes; el barítono Marqués de Bradomín efectúa las veces de narrador y nos retrotrae al pasado evocando su juventud, que cobra vida en el papel del tenor Xavier, cuyas acciones como las del resto del elenco transcurren en presente. El nudo de la historia es el trágico intento del marqués de Bradomín por conquistar el amor de Rosario, una joven de la nobleza pronta a tomar los hábitos, cuya hermana pequeña, Nieves, muere accidentalmente como si se tratase de una sanción divina 

### Libreto
El libreto está basado en la novela de Ramón María del Valle-Inclán Sonata de Primavera escrita por Alejandro Fontenla. El personaje principal de la obra, el marqués de Bradomín, es interpretado por dos cantantes de los cuales el primero representa a Bradomín como un hombre maduro y el segundo lo representa en sus años mozos.

### Música
Jorge Fontenla utilizó una escritura vocal prosódica, cuyo origen se encuentra en Borís Godunov. Utiliza una nota para cada sílaba. La concepción formal de la obra la enmarcaría en un terreno muy particular, huyendo de la concepción tonal decimonónica de la ópera y ubicándose en una estructura de recitativo entonado muy expresivo. No hay melismas, lo que hace que toda la ópera sea un recitativo entonado, pero no seco sino expresivo, que acompaña la acción. Para el compositor, el texto y su acción dramática le requirieron este tipo de escritura, en el que, según aclara, "la línea vocal está muy cuidada, no maltrato la voz.
| Papel               | Tesitura | Estreno Mundial 24 / 30 de octubre de 2004 Teatro Argentino La Plata, Argentina |
| ------------------- | -------- | ------------------------------------------------------------------------------- |
| Marqués de Bradomín | barítono | Norberto Marcos                                                                 |
| Xavier              | tenor    | Christian Casaccio / Nazareth Aupfe                                             |
| Rosario             | soprano  | Cecilia Layseca / Susana Moreno                                                 |
| Polonio             | s/d      | Luis Alberto Jáuregui / Sebastián Sorarrain                                     |
| Princesa Gaetani    | s/d      | Gloria Sopeña / Roxana Deviggiano                                               |
| Lorencina           | s/d      | Sonia Stelman / Ana Laura Menéndez                                              |
| Antonina            | s/d      | Celina Torres / Mónica Sardi                                                    |
| Bruja               | s/d      | Susana Paladino                                                                 |
| Capuchino           | s/d      | Tomás Mirko                                                                     |
|                     |          | Orquesta Estable del Argentina                                                  |
|                     |          | Dirección: Jorge Fontenla                                                       |

## Enlaces
- http://www.lanacion.com.ar/nota.asp?nota_id=647066
- http://www.elpasajero.com/tablado/opera.html#melba
- Diccionario de la música española e hispanoamericana (DMEH), obra auspiciada por la Sociedad General de Autores y Editores (SGAE) y por el Instituto Nacional de las Artes Escénicas y de la Música (INAEM) del Ministerio de Educación, Cultura y Deporte de España.

- Datos: Q5553096